# Aphemogryllus
Aphemogryllus is een geslacht van rechtvleugeligen uit de familie krekels (Gryllidae). De wetenschappelijke naam van dit geslacht is voor het eerst geldig gepubliceerd in 1918 door Rehn.

## Soorten
Het geslacht Aphemogryllus  is monotypisch en omvat slechts de volgende soort:
- Aphemogryllus gracilis (Rehn, 1918)